# Зарудний Олексій Борисович
Олексі́й Бори́сович Зару́дний (нар. 7 листопада 1970, місто Москва, Росія) — український політик. Народний депутат України 6-го скликання. Голова правління Пенсійного фонду України (2007–2010, 2014–2018).

## Освіта
2000 року закінчив юридичний факультет Київського інституту туризму, економіки та права за фахом юрист.

## Кар'єра
- Січень — липень 1989 — старший лаборант Інституту молекулярної біології і генетики НАН України.
- Січень 1990 — листопад 1991 — судовий виконавець Московського районного народного суду міста Києва.
- Грудень 1991 — квітень 1994 — юрисконсульт 1-ї категорії, провідний юрисконсульт, заступник начальника юридичного відділу Український республіканського відділу Пенсійного фонду СРСР (з січня 1992 — Пенсійний фонд України).
- Квітень 1994 — січень 1996 — віце-президент Асоціації сприяння розвитку недержавних систем соціального забезпечення.
- Січень 1996 — липень 1999 — начальник юридичного відділу, липень 1999 — лютий 2002 — начальник юридичного управління, лютий 2002 — вересень 2006 — заступник Голови Пенсійного фонду України[5][6].

Член Координації центру Кабінету Міністрів України з питань пенсійної реформи.
Член Комісії з встановлення пенсій за особливі заслуги перед Україною.
Член президії ради Організації ветеранів України.
Автор понад 10 наукових праць, зокрема співавтор книг: «Загальнообов'язкове державне пенсійне страхування» (2005), «Науково-практичний коментар до Закону України «Про загальнообов'язкове державне пенсійне страхування» (2005), «Пенсійний фонд України. Організаційно-правові та соціально-економічні засади функціонування» (2005).
Володіє англійською мовою.
31 жовтня 2018 року рішенням Кабінету Міністрів України звільнений з посади Голови Пенсійного фонду України.

## Сім'я
- Батько Борис Олександрович (1937–1988).
- Мати Маргарита Іванівна (1943) — старший науковий співробітник Інституту молекулярної біології і генетики НАН України.
- Дружина Людмила Іванівна (1968).
- Син Владислав (1993) — учень.

## Парламентська діяльність
Народний депутат України 6-го скликання з 25 грудня 2007 до 23 травня 2008 від «Блоку Юлії Тимошенко», № 166 в списку. На час виборів: тимчасово не працював, безпартійний. Член фракції «Блок Юлії Тимошенко» (з 25 грудня 2007). Член Комітету з питань соціальної політики та праці (з 25 грудня 2007). Склав депутатські повноваження 23 травня 2008.

## Нагороди та державні ранги
Член Національної спілки художників України (з 2005).
Державний службовець 3-го рангу (з травня 2004), 2-го рангу (з лютого 2008), 1-го рангу (з вересня 2015).
Почесна грамота Кабінету Міністрів України (2005).